# Gregory (The Americans)
"Gregory" es el tercer episodio de la primera temporada de la serie de televisión dramática de época The Americans. Escrito por Joel Fields y dirigido por Thomas Schlamme, se emitió originalmente en FX en los Estados Unidos el 13 de febrero de 2013.

## Trama
En la escena inicial, Philip (Matthew Rhys) y Stan (Noah Emmerich) juegan un partido de racquetball. Stan explica que el juego consiste en hacer que tu oponente se mueva demasiado rápido para cometer un error. Nina (Annet Mahendru) llama a Stan y se encuentra con ella. Ella le informa sobre Rob (Chase Coleman), el agente que trabajó con Philip y Elizabeth (Keri Russell) en el secuestro de Timoshev, y que fue asesinado. El FBI envía una fotografía de Rob a los DMV de todo el país y descubre que tiene una esposa y un hijo recién nacido que vive en Filadelfia.
Philip y Elizabeth reciben un mensaje oculto en la sección de clasificados de un periódico sobre Rob organizando una reunión en Filadelfia. Philip sugiere que Gregory Thomas (Derek Luke), un exmilitante negro a quien Elizabeth reclutó, debería ir a la reunión. Elizabeth se encuentra con Gregory en su apartamento, donde él le hace una insinuación, pero ella lo rechaza y le dice que está comprometida con Philip. Gregory acepta ir a la reunión y le confiesa su amor a Elizabeth.
Gregory coloca a varios de sus hombres escondidos a la vista para vigilar la reunión. Gregory se da cuenta de que una mujer con un bebé está sentada en un banco y ve que el FBI la está siguiendo. Se revela que la mujer es Joyce Ramírez (Audrey Esparza), la viuda de Rob. Utilizando a sus hombres para hacer tropezar al FBI, Gregory aleja a Joyce de su vigilancia y la lleva a una casa segura, junto con Philip y Elizabeth. Joyce no sabe que Rob era un agente de la KGB y creía que era un traficante de drogas. Joyce le da la nota a Philip y, usando una solución líquida, Philip encuentra un nombre y un número. Gregory investiga a Philip sobre sus sentimientos por Elizabeth y le revela que tenían una relación, incluso cuando Elizabeth estaba embarazada de Paige (Holly Taylor). Philip ignora esto.
Gregory sugiere que maten a Joyce antes de que descubran su tapadera, pero Philip amenaza la vida de Gregory si le hace daño. Philip sale a caminar y conoce a su nueva supervisora de la KGB y a Elizabeth, Claudia (Margo Martindale), quien le dice que los estadounidenses están trabajando en algún tipo de tecnología que pondría en riesgo el arsenal nuclear soviético. Ella le dice que se ponga en contacto con la persona mencionada en la nota de Rob. Philip confronta a Elizabeth sobre su aventura con Gregory y le dice que no mentiría sobre su relación. Luego va a encontrarse con el contacto de Rob en el sótano de un almacén. Lo llevan a una habitación con dos guardias y el contacto de Rob. Philip elimina a los guardias después de que se niegan a permanecer fuera de su punto ciego. Uno de los guardias corta a Philip, pero lo ignora. El contacto de Rob le entrega un maletín con esquemas clasificados de un misil antibalístico láser de rayos X nuclear.
Stan y Amador vuelven sobre sus pasos para ver cómo escapó Joyce. Stan se da cuenta de que uno de los hombres de Gregory los observa y él y Amador lo persiguen, pero él desaparece. Stan se intriga al preguntarse la conexión entre alguien de barrio y la KGB.
Joyce comienza a temer por su vida cuando se da cuenta de que Philip, Elizabeth y Gregory son espías. Elizabeth le asegura que no la matarán. Luego, toman a Joyce y su hijo y se los entregan a Claudia, donde ella le dice a Joyce que la enviarán a Cuba. A la mañana siguiente, Elizabeth le revela a Philip el alcance de su relación con Gregory: que se enamoró de él cuando vio lo dedicado que estaba a su causa. Elizabeth le dice a Philip que, si bien no se enamoró de él cuando se conocieron, siente que ahora se está enamorando de él.
En Donetsk, Rusia, el hijo de Rob y Joyce es llevado ante los padres de Rob. Stan encuentra el cadáver de Joyce en un automóvil, preparado para que parezca una sobredosis accidental de heroína.

## Producción
El episodio fue escrito por Joel Fields y dirigido por Thomas Schlamme. Joe Weisberg, el creador de la serie, ideó originalmente una lista de agentes que los personajes de Philip y Elizabeth han reclutado o podrían reclutar más adelante en la serie, siendo uno de los agentes más convincentes Gregory, a quien Elizabeth reclutó justo después de llegar a Estados Unidos a mediados de los años 1960. Mientras Fields escribía el episodio, amplió la idea de Weisberg para incluir una relación romántica entre Elizabeth y Gregory: "Esta mujer, que no había podido ser honesta con su marido, podía ser honesta con este hombre que había reclutado. Se convirtió en una forma de humanizar y suavizar su personaje, y eso evolucionó". Fields considera a "Gregory" como uno de sus favoritos de la primera temporada: "Tommy Schlamme dirigió ese episodio. Muy poderoso". 

## Recepción
En su emisión original en Estados Unidos el 13 de febrero de 2013, "Gregory" fue vista por 1,65 millones de espectadores, de acuerdo con Nielsen Ratings.
The AV Club le dio al episodio una B+, comentando que "'Gregory' fue un movimiento un poco más lento y menos visceralmente emocionante que los dos primeros episodios, pero de todos modos me gustó mucho".  Alan Sepinwall, crítico de televisión de HitFix, elogió el episodio y afirmó que era el mejor episodio de los primeros tres episodios: "[L]a forma en que "Gregory" abordó las complicadas cuestiones del matrimonio Jennings y su actual misión en Estados Unidos, realmente me impresionó. Ya tenía confianza en "The Americans" basada en las dos primeras entregas, pero esta selló el trato".  Matt Zoller Seitz, crítico de Vulture, declaró a "Gregory" como el mejor episodio de la temporada 1, con el episodio "Only You", que también presenta a Gregory, como el segundo mejor. Afirmó que "Gregory" es "una maravilla: con un ritmo experto, con un maravilloso control del tono, actuaciones sólidas y una serie de escenas inesperadamente penetrantes", al tiempo que validó su pensamiento acerca de que "The Americans no se trata principalmente de espionaje, del mismo modo que Los Soprano no trataba principalmente sobre la mafia".   